# Martin Bormann Junior
Pour les articles homonymes, voir Bormann.
Martin Bormann Junior, né le 14 avril 1930 sous le nom d'Adolf Martin Bormann à Grünwald en Bavière, et mort le 11 mars 2013  à Herdecke en Rhénanie-du-Nord-Westphalie, est un théologien allemand et le fils aîné de Martin Bormann, haut dirigeant nazi et secrétaire particulier d'Adolf Hitler.

## Biographie
Adolf Martin Bormann est l'aîné des dix enfants de Martin Bormann et de sa femme Gerda, ainsi que le premier filleul d'Adolf Hitler dont il portait le prénom. Dans son enfance, on l'appelait « Krönzi » (déformation de « Kronprinz », prince héritier). Toute la famille vivait passablement isolée à l'intérieur du domaine appartenant au Führer à Obersalzberg près de Berchtesgaden dans les Alpes bavaroises jusqu'à ce qu'il entrât en 1940 dans la Reichsschule Feldafing (en) du Parti nazi sur le lac de Starnberg en Bavière.
Âgé de 15 ans à la fin de la guerre, il dut s'enfuir sans ses parents. Ses accompagnateurs le laissèrent sous un faux nom dans une ferme du pays de Salzbourg en Autriche où les paysans qui l'habitaient le recueillirent et le traitèrent comme leur propre fils. Cette expérience de charité chrétienne l'amena à recevoir le baptême catholique en 1947. La même année, il fut reconnu et brièvement emprisonné. Il fréquenta ensuite une école monastique et fut ordonné prêtre en 1958. Dans une interview, il expliqua qu'il avait à cette époque une peur panique de ce que lui ferait son père, alors encore porté disparu, s'il apprenait sa conversion. Il entra dans l'ordre des Missionnaires du Sacré-Cœur de Jésus et travailla quelques années au Congo où, un moment, il fut pris comme otage par les rebelles Simba.
En 1969, il fut victime d'un grave accident de voiture et fut soigné par une religieuse. Par la suite, tous les deux furent relevés de leurs vœux et se marièrent en 1971. Bormann travaillait comme professeur de religion, de philosophie et de théologie. Il était à la retraite depuis 1992. Il a toujours reconnu les actes de son père.
En 2011, Bormann est accusé par un ancien élève d’un internat catholique autrichien de l’avoir violé à l’âge de 12 ans alors que Bormann y travaillait comme prêtre et maître d’école au début des années 1960. D’autres anciens élèves l'accusent de violences physiques. À l'époque de ces allégations, Bormann souffrait de démence et ne voulait pas ou était incapable de répondre. Aucune procédure judiciaire n’a suivi, mais la commission indépendante Klasnic, créée pour enquêter sur les abus commis par des membres de l’Église catholique en Autriche, a accordé une indemnisation à l’accusateur,.

## Attitude face au nazisme
Comme événement marquant de son enfance, Martin Bormann décrivait une visite dans la maison de Heinrich Himmler où la famille de celui-ci lui montra, ainsi qu'à sa sœur, la « collection des curiosités » d'Himmler : des objets d'art faits avec des os humains et des abat-jour en peau humaine. Cette expérience le disposait à croire possibles toutes les atrocités dont il a été informé après la fin de la guerre.
En 1987, il rencontra le psychologue israélien Dan Bar-On de l'université Ben Gourion. Il devint membre du cercle de discussion TRT (To Reflect and Trust) qui réunissait des enfants de bourreaux et des enfants de victimes, et il rencontra en Israël des survivants de l'Holocauste. En outre, il racontait ce qu'il avait vécu dans des écoles d'Allemagne et d'Autriche.
Quand il parle de son père, Bormann distingue le père qu'il avait personnellement connu, sévère, mais aimant, de l'homme politique dont il condamne les actes.

## Écrits
- Leben gegen Schatten; Paderborn 1996;  (ISBN 3-89710-266-8)

## Référence de traduction
- (de) Cet article est partiellement ou en totalité issu de l’article de Wikipédia en allemand intitulé « Martin Bormann junior » (voir la liste des auteurs).